# 赵桐 (宋朝)
仪国公趙桐（1121年—1148年），宋朝宗室。 
宋朝第八代皇帝宋徽宗赵佶的第二十九子，生年在1121年，生母不详，宣和三年十一月二十辛巳（1121年12月31日），宋徽宗封子赵桐为仪国公。随后靖康之变爆发，趙桐等宋徽宗几个幼子都没有来得及封王爵。
靖康之变时，赵桐年仅七岁，被俘入金，于1138年五月在五国城生一子赵成茂。